# Frontignan-Savès
Frontignan-Savès è un comune francese di 61 abitanti situato nel dipartimento dell'Alta Garonna nella regione dell'Occitania.

## Società

### Evoluzione demografica
Abitanti censiti